# Victor Zilberman
Victor Zilberman, född den 20 september 1947 i Bukarest, Rumänien, är en rumänsk boxare som tog OS-brons i welterviktsboxning 1976 i Montréal. Östtysken Jochen Bachfeld slog ut Zilberman i semifinalen.